# Lamentação sobre o Cristo Morto (Tintoretto)
Lamentação de Cristo é uma pintura a óleo sobre tela datada de c. 1560–1565 do pintor veneziano Jacopo Robusti Tintoretto.
Faz parte do acervo do Museu de Arte de São Paulo (MASP). A pintura mostra a Lamentação de Cristo.